# Úrvalsdeild 1948
Thống kê của Úrvalsdeild mùa giải 1948.

## Tổng quan
Có 4 đội tham gia, và KR giành chức vô địch. Ólafur Hannesson của KR là vua phá lưới với 4 bàn thắng.

## Bảng xếp hạng
| Vị thứ | Câu lạc bộ | St | T | H | B | BT | BB | HS | Đ |
| 1      | KR         | 3  | 2 | 1 | 0 | 7  | 1  | +6 | 5 |
| 2      | Víkingur   | 3  | 1 | 2 | 0 | 5  | 4  | +1 | 4 |
| 3      | Valur      | 3  | 1 | 0 | 2 | 5  | 9  | -4 | 2 |
| 4      | Fram       | 3  | 0 | 1 | 2 | 3  | 6  | -3 | 1 |